# Хорапыр
Хорапы́р (чув. Хурапыр Юнтапа) — деревня в Вурнарском районе Чувашской Республики России. Входит в состав Ермошкинского территориального отдела Вурнарского муниципального округа.
Находится между деревнями Кожар-Яндоба, Синькасы, на левом берегу реки Большой Цивиль.

## История
Деревня Хорапыр основана в XVII веке. Первое упоминание — как выселок деревни Кожар-Яндоба (Малая Яндоба) которая в свою очередь являлась околотком села Шоркасы Яндоба (историч. названия: Яндоба Сорма, Воскресенское, Большая Ендоба, Большие Яндобы, Яндобы).
В 1670 году в деревне находились отряды Разина, Степана Тимофеевича. Жители деревни активно участвовали в Крестьянских войнах под руководством Разина
В 1774 году отряды Пугачёва, Емельяна Ивановича были в деревне Хорапыр. Жители активно участвовали в Крестьянских войнах под руководством Пугачева
После подавления восстания для устрашения населения в д.д. Яниши, Хумуши, Ойкас-Яндоба, Альменево и в нек. др. были установлены виселицы.
После погашения восстаний Пугачева, в 1796 годах происходило разделение Ядринского уезда на 14 волостей. В том числе и образовалась Асакасинская волость в составе которого оказалась деревня.
Жители деревни — чуваши, государственные крестьяне (до 1866 г.). Жили на государственных землях и платили подати в казну. По закону жители деревни рассматривались как сельские обыватели. Они могли выступать в суде, заключать сделки, владеть собственностью. Государственным крестьянам было разрешено вести розничную и оптовую торговлю. Земля, на которой работали такие крестьяне, считалась государственным владением, но за крестьянами признавалось право пользования — на практике крестьяне совершали сделки как владельцы земли. Государственные крестьяне имели право пользоваться наделом в размере 8 десятин (около 8,5 Га) на душу. Основным занятием жителей было земледелие и животноводство.
В 1841 ых годах жители деревни активные участники Акрамовского восстания. Это крупное событие в истории края, которое было направлено против проведения реформы П. Д. Киселева — управления государств. крестьянами.
Массовые выступления и стачки крестьян произошли в Асакасинской волости Ядринского уезда в составе которого была деревня. Утром 16 мая у д. Мунъялы собралось 6000 вооруженных крестьян. Они стеной пошли на войска. Один из гл. руководителей был герой войны 1812 г. Сидор Семёнов из д. Кожар-Яндоба. Бой длился около часа. Каратели дали по толпе несколько залпов — 14 были тяжело ранены, трое умерли, более 400 арестованы.
До Великой Октябрьской социалистической революции территория деревни входила в состав Ассакасинской волости Ядринского уезда Казанской губернии.
В списке населенных мест в 1907году — Хорапыр, 323 душ, в 1930 — 85 дворов, 411 чел.
С 1927 по 1939 год деревня находилась в составе Траковского (ныне Красноармейский район) р-на.
Во время Великой Отечественной войны большая часть жителей ушла на фронт.
С 26 ноября 1956 по 1960ые годы деревня находилась в составе Красноармейского района.
В 1957 году деревенский колхоз «Пёрлешу» (Хорапыр) входят в состав колхоза «Гвардеец» (куда также входят колхозы: имени Кагановича (Кожар-Яндоба), «Новая жизнь» (Ойкас-Яндоба), Ермошкино, Альменево, Пуканкасы, Мунъялы. В начале 1960 года колхоз «Гвардеец» считался одним из крупнейших в районе. В хозяйстве получали стабильные высокие урожаи всех сельскохозяйственных культур, и «Гвардеец» стал центром пропаганды передового опыта сельскохозяйственного производства. Существовал до 1990 года до расформирования в СХПК «Гвардеец». 855 дворовых хозяйств, 3493 чел.
На 01.01.2004 — 65 дворов, 129 чел. В деревне имелись магазин ТПС, клуб.
Подъездные дороги асфальтированы, деревня газифицирована.

## География
Деревня находится в центральной части Чувашии, в пределах Чувашского плато, в зоне хвойно-широколиственных лесов, на правом берегу реки Сормы, к востоку от автодороги 97К-001, примерно в 18 км к северу от посёлка городского типа Вурнары, административного центра района. Абсолютная высота — 92 метра над уровнем моря. Расстояние до г. Чебоксары — 68 км, до р.ц. — 43 км.

### Климат
Климат характеризуется как умеренно континентальный, с умеренно холодной снежной зимой и тёплым летом. Среднегодовая температура воздуха — 3 °С. Средняя температура воздуха самого тёплого месяца (июля) — 18,3 °C (абсолютный максимум — 37 °C); самого холодного (января) — −12,9 °C (абсолютный минимум — −42 °C). Безморозный период длится 143 дня. Продолжительность периода активной вегетации растений (средняя температура воздуха выше 10 °C) составляет 132—137 дней. Среднегодовое количество атмосферных осадков составляет 552 мм, из которых большая часть выпадает в тёплый период. Снежный покров держится около 147 дней.

### Часовой пояс
Деревня Хорапыр, как и вся Чувашия, находится в часовой зоне МСК (московское время). Смещение применяемого времени относительно UTC составляет +3:00.

## Население
| 2010 | 2012 |
| ---- | ---- |
| 103  | ↗128 |

### Национальный состав
Согласно результатам переписи 2002 года, в национальной структуре населения чуваши составляли 99 % из 154 чел.